# Товарищество производства фарфоровых и фаянсовых изделий М. С. Кузнецова
«Товарищество производства фарфоровых, фаянсовых и майоликовых изделий М. С. Кузнецова» — одно из крупнейших фарфорово-фаянсовых производств Российской империи конца XIX — начала XX веков. Было основано 29 сентября 1887 года российским промышленником и предпринимателем из рода Кузнецовых Матвеем Сидоровичем Кузнецовым и просуществовало до 1917 года, когда большинство предприятий было национализировано. Перерегистрировано в Латвийской Республике 11 августа 1922 года, национализировано по закону Латвийской ССР «О национализации банков и крупных предприятий» в июле 1940 года. 

## Формирование
Прадедом М. С. Кузнецова был Яков Васильевич Кузнецов, который основал фарфоровое производство в районе Гжели в 1812 году. Сын Якова Васильевича Терентий Яковлевич Кузнецов продолжил династию российских промышленников. У него, в свою очередь, было три сына: Сидор, Анисим и Емельян. Сидор Терентьевич основал в 1841 году Рижскую фарфоро-фаянсовую фабрику, которая после его смерти в 1872 году перешла к сыну Матвею Сидоровичу.

### На грани банкротства
Поначалу молодой человек, единственный из семьи получивший образование в Рижском коммерческом училище и опыт на Рижской фабрике под руководством опытного управляющего Рудакова, управлял заводами достаточно успешно: например, в 1866 году годовой доход одного Дулёвского завода достиг 115 200 рублей.
Матвей убедил семью, что нужно покупать у наследников аптекаря Ауэрбаха попавшую в долги фабрику в селе Кузнецово Тверской губернии. Она славилась фаянсом хорошего качества, использовала новые технологии украшения изделий печатными рисунками и даже была оснащена паровой машиной. В 1870 году сделка была совершена.
В том же 1870 году Кузнецовы взяли в аренду фаянсовую фабрику белгородского купца И.Никитина в селе Байрак на Украине, не оценив масштаба её убытков: из-за удаленности фабрики от железной дороги весь ее доход проедал гужевой транспорт.
Кроме того, развитие железных дорог в России стимулировало спрос на дрова — основное топливо для фарфоровых и фаянсовых предприятий. Они подорожали вдвое, что вместе с долгами Ауэрбаха и Байракского завода вызвало тяжёлые финансовые проблемы.
Несколько лет Кузнецовы пытались справиться с ними сами, с 1872 года их мануфактуры даже получили право использовать государственный герб в торговом знаке.
Однако в 1874 году они были вынуждены пригласить на предприятие профессионального управляющего Петра Ивановича Ануфриева, до этого служившего на одной из фабрик Викулы Морозова главным бухгалтером.
Он предложил программу технического первооружения заводов (применение механизации и машинных способов росписи — печати, деколи, трафарета) и социальные меры: строительство казарм для рабочих, чтобы мотивировать их лучше работать и держаться за место.
Когда М. С. Кузнецов в 1876 году был объявлен банкротом и советом кредиторов формально отстранен от руководства на пять лет, Ануфриев перенял дела. При помощи Василия Александровича Кокорева, ранее наладившего систему откупов на спиртное так, что правительство с прежде «неисправных» губерний стало получать 1,8 миллиона рублей дохода, он добился в министерстве финансов принятия документа «По вопросу о таможенных пошлинах на ввозимые из-за границы фарфоровые и фаянсовые изделия и по вопросу о закавказском транзите, а также по предмету железнодорожных тарифов, касающихся перевозки фарфорофаянсовых изделий и сырых материалов, употребляемых в этих производствах». Это открыло дорогу к заградительным пошлинам на импорт фарфора в Россию: с 1880-го по 1893 год они выросли на 20-50 %.

### Рывок в развитии
По предложению Ануфриева дрова на заводах заменили торфом или даже каменным углем, что оказалось вдвое экономичнее и улучшило качество продукции, так как торф давал более стабильную температуру обжига. Фарфоровые изделия  покрывались цветной глазурью, что делало их наряднее и привлекательнее. Продукция пользовалась спросом не только в России, но и за границей. Только на Тверском заводе за 1870-1890 гг. число рабочих  увеличилось с 86 до 1220 человек, а объем производства—в 24 раза. Было введено печатание рисунков по более совершенному методу, но развивался и выпуск эксклюзивного фарфора
Ануфриев настоял на том, чтобы плата служащим и рабочим была увеличена, питейные заведения были удалены от производств. Кроме того, повсеместно на заводах начали устраивать новое жилье для рабочих, открывать школы, больницы, библиотеки и читальни и даже строить храмы. На рижской фабрике в 1876 году была построена часовня в память 25-летия царствования императора Александра II, в Дулёве -- храм во имя Святого Апостола и Евангелиста Иоанна Богослова.
Выставив свою продукцию в 1882 году на Всероссийской художественно-промышленной выставке в Москве и оказав услуги по украшению главного Императорского павильона, Матвей Сидорович Кузнецов удостоился чести быть представленным императору Александру III и преподнес императрице Марии Федоровне фарфоровый чайный сервиз. В 1883 году М. С. Кузнецов был представлен к ордену Святого Станислава III степени за полезную деятельность на поприще фарфоровой промышленности, а затем ордену Святой Анны III степени и званию Потомственного Почетного гражданина. Заслуги П. И. Ануфриева также были отмечены — серебряной медалью на шею на Станиславской ленте.
В 1883 г. при Тверском заводе было открыто 4-летнее народное училище, где имелся художественный класс.
В 1887 году М. С. Кузнецов основал фаянсовый завод в селе Буды Харьковского уезда, куда перенесли прежде убыточный Байракский завод. В селе был воздвигнут величественный Николаевский храм с уникальным майоликовым иконостасом, изготовленным на Тверской фабрике. Деньги на строительство пожертвовали Кузнецовы, при участии служащих завода.

## История Товарищества

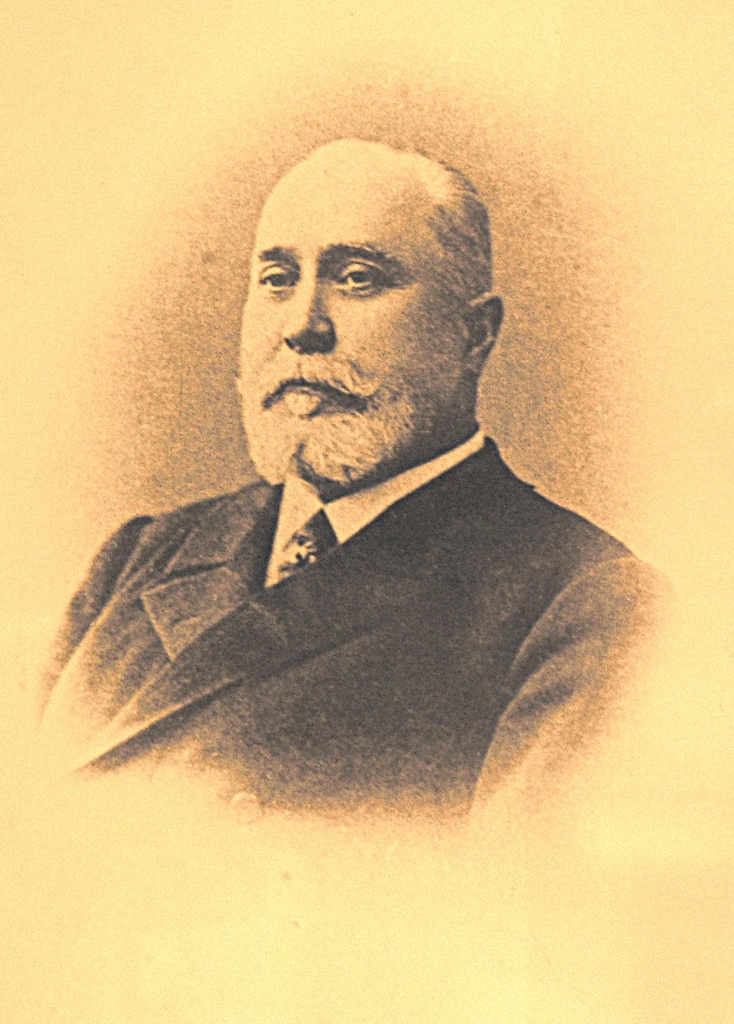
М. С. Кузнецов (фото 1911 года)

29 сентября 1887 года было зарегистрировано «Товарищество производства фарфоровых и фаянсовых изделий М. С. Кузнецова» с основным капиталом 5 001 000 руб. в 1667 паях по 3 тысячи рублей каждый. В него со временем вошло 7 российских заводов по производству фаянсовой и фарфоровой посуды: в Риге, Дулёве, Новгороде и другие. Правление Товарищества находилось в Москве на Мясницкой улице, 8/2.
В 1891 году Кузнецов купил фарфоровую фабрику Гарднера в подмосковном селе Вербилки, основанную около 1766 года обрусевшим английским купцом Францем Яковлевичем Гарднером. Он выпускал дорогую высокохудожественную посуду и был лауреатом множества выставок, конкурируя с Императорским заводом под Петербургом. Завод Гарднера в Вербилках сильно отстал от фабрик Кузнецова в техническом отношении и себестоимости продукции, его финансовые дела запутались, что и позволило Кузнецову купить его за 238 тысяч рублей, получив право ставить клеймо «Гарднер» на изделиях, вывесках, счетах, а также использовать его медали и награды, что подхлестнуло сбыт дорогой продукции.
В 1892 году основана фарфоровая фабрика в Славянске Изюмского уезда, выпускавшая фаянс. В 1894 году Кузнецов купил фабрику в деревне Песочной Ярославской губернии, а в 1898 году он купил фабрику в селе Песочня Калужской губернии у Мальцовых.
К 1898 году «Товарищество» стало крупнейшим в Европе, а в начале XX века на фабриках «Товарищества» производилось около 2/3 российского фарфора. В 1902 году Кузнецову было пожаловано звание Поставщика Двора Его Императорского Величества.
Одним из конкурентов Товарищества была сеть заводов, принадлежавших двоюродному брату Матвея Сидоровича, Ивану Емельяновичу Кузнецову. Его производства находились преимущественно на севере России. В 1906 году из-за роста революционных настроений Матвей Сидорович предложил кузену отказаться от выставочной продажи на ярмарках Вологды, Острова, Пскова и Дерпта. Соглашение было достигнуто, и главные конкуренты начали торговать на ярмарках по очереди. Иван Емельянович Кузнецов иногда помещал клейма товарищества на свою продукцию, что стало причиной разбирательства в суде.
Дулевский фарфор представлял страну на всемирных выставках и был отмечен золотыми медалями в Париже в 1889 и 1890 годах, Гран-при в 1903 и 1905 годах в Реймсе и Льеже. В 1903 году основной капитал товарищества составлял 3,9 млн руб., к 1913 году — был увеличен до 5 млн руб., баланс составлял почти 19 млн руб. Ежегодно на заводах Кузнецова производилось фарфоро-фаянсовых изделий на общую сумму 7,149 млн золотых рублей, общая численность рабочих на предприятиях достигла 12,5 тыс. человек.
Для сравнения: паевой капитал одного из крупнейших в России того времени страховых объединений — «Российского взаимного страхового союза» — составлял около 1 млн золотых рублей; расходы российской казны в 1903 г. составили 1883 млн золотых рублей, официальный размер годовой пенсии рабочего по нетрудоспособности в 1903 г. составлял 25 руб. 32 коп.

### Организация производства
Заводы Кузнецова стали использовать преимущественно отечественное сырье из имений, принадлежавших фабриканту, или из арендуемых земель. Крестьяне села Большая Михайловка Екатеринославской губернии сдавали Кузнецову в аренду 1200 десятин своей земли и добывали на ней за плату минеральные породы для Будянской фабрики, а когда в окрестностях Скопина была найдена белая глина, использовавшаяся всеми фарфористами, агенты товарищества Кузнецова первыми взяли ее добычу под свой контроль.
Помимо посуды был освоен выпуск полуфаянса, майолики. В ассортименте появились писсуары, умывальные доски, ванны, печи и камины — от 30 до 3000 рублей за штуку. Россия начала электрифицироваться, и фабрики Кузнецова наладили выпуск электрических изоляторов для проводов. 
С небьющейся посудой Кузнецовские мануфактуры вышли на рынок ещё в 1910 году. Тогда впервые французская фирма «Фор» выпустила автоматы для формовки кофейных и чайных чашек с толстыми небьющимися стенками. Кузнецов тут же закупил партию этих автоматов и установил в Дулёво, потом в Гжели. Но он прекрасно понимал — это дешёвка, рассчитанная на массового непритязательного потребителя. Точно так же быстро перенял Кузнецов другую новинку — переводные картинки вместо рисунка на фарфоре. Он наладил производство собственных переводных картинок и наводнил посудой с ними полмира.
В Товариществе производства фарфоровых и фаянсовых изделий М. С. Кузнецова каждый завод имел самостоятельный баланс, но контролировался из Москвы. Заводы выпускали ассортимент, позволявший войти в каждый дом: крестьянам предназначался товар дешевый, не очень броский, горожане скупали сервизы средней цены, но по росписи похожие на дорогие «дворянские». Для богатых купцов предложили посуду, покрытую изнутри сплошь золотом — «золотое нутро», или наполовину — «полунутро». Выпускалась посуда «трактирная», для ресторанов.
Товариществу удалось привлечь к сотрудничеству художника Михаила Врубеля, сделавшего эскиз декоративного блюда «Садко». Построенная на Мещанской улице в Москве семейная усадьба стала жемчужиной стиля «ар нуво» (более известного рижанам как югендстиль). Московский магазин кузнецовского фарфора располагался в доме на Мясницкой, 8, где бывал Пушкин. Кузнецовы дружили с внуком поэта Александром Александровичем, жившим тогда в Бронницах, и оказывали ему как местному предводителю дворянства большую помощь в организации учреждений здравоохранения и просвещения. К столетию поэта товарищество выпустило серию юбилейной посуды.
Для высококачественных изделий у Кузнецова использовалась специальная обработка массы — секрет фирмы. Глину на протяжении целого года держали в подвалах, где она проходила «летование», то есть под атмосферным воздействием обретала пластичность. Другой секрет заключался в топливе. Сезон добычи торфа, который стали использовать вместо дров и сократили тем самым производственные расходы вдвое, непременно следовало заканчивать до 20 июля. Тот, что брался позже, не успевал хорошо просохнуть и в дело не годился.
Фабрика, построенная в 1887 году в селе Буды Харьковской губернии, имела две паровые машины и работала на каменном угле. Там были электрифицированы все цеха, проведены телеграф и телефон. Дулёвский завод перед Первой мировой войной стал по своему техническому оснащению одним из лучших в Европе.
Хотя механизация росписи помогла увеличить выпуск массовой продукции, Кузнецов  в то же время держал своих стипендиатов в Строгановском училище и школе Общества поощрения художников. Таким образом, на заводах одновременно существовали два стиля росписи фарфора—подражание западноевропейским «машинным» образцам и традиционная ручная роспись, в том числе самобытная «Дулёвская агашка» (яркие розаны, нанесенные на фарфор пальцем вместо кисти – по легенде, роспись придумала работница по имени Агафья).

### Коммерческий подход и распространение продукции
В 1890-е годы в Петербурге, Москве, Харькове, Ростове, Одессе, Киеве, Варшаве и Тюмени работали постоянные торговые представители товарищества. В Петербурге и в Москве работали по два фирменных магазина. Только в «Прейскуранте готового товара фаянса конторы Будянской фабрики товарищества М. С. Кузнецова. 1903 год» указаны 73 позиции, среди них: тарелки — 119 сортов, горшки — 72 сорта, кувшины — 129 сортов. В прейскуранте присутствуют сведения даже о кукольных столовых и чайных сервизах.
Матвей Кузнецов активно экспортировал продукцию, торгуя не только на 12 российских ярмарках, но и в Персии, Румынии, Турции, Афганистане, Балканских странах. Он вытеснил на Ближнем Востоке изделия поставщиков из Англии, Германии и Франции. В 1897 г. с Дулевского завода в Тавриз (где тогда господствовала английская керамика) ушла партия кузнецовской посуды с гарднеровским клеймом. При этом на ящиках, в которые она была упакована, была нанесена надпись «Лондон» на фарси.
А в 1910 г. товарищество совместно с видными предпринимателями Москвы организовало экспедицию в Монголию, сочетавшую в себе научно-исследовательские и торгово-практические цели — найти новые торговые пути, выяснить дополнительные возможности сбыта, «дабы… понять и привлечь к себе покупателя-монгола».
Профессор А.Исаев писал о причинах разорения некоторых фарфоровых заводов в XIX веке: «Многие фабриканты разоряются, но, не будучи знакомы со счетоводством и не давая себе строгого отчета о делах, не подмечают разоренья, которое, тем не менее, идет вперед». После угрозы банкротства, от которого Кузнецовых спас Петр Иванович Ануфриев, Матвей Сидорович Кузнецов учел этот урок и постарался выучить «счетоводству» всех своих детей.
Кузнецов и Ануфриев относились весьма прагматично к расширению и обновлению своих заводов, используя страховку: старые деревянные цеха и склады при необходимости набивались битым и бракованным фарфором, а затем поджигались. Страховка позволяла выстроить новые кирпичные корпуса.

### Национализация и последняя фабрика в Риге
В 1918 году после Октябрьской революции все предприятия «Товарищества», кроме Рижской фабрики, были национализированы. Съехавшиеся в Ригу дети М. С. Кузнецова перерегистрировали товарищество в Латвийской Республике 11 августа 1922 года как акционерное общество «М. С. Кузнецов» с уставным капиталом 500 тысяч 100 латов, к которым были приравнены 5 001 000 рублей, составлявших уставной капитал Товарищества в Российской империи.
11 февраля 1925 года от завода было отделено химическое производство, производство искусственных строительных и изоляционных материалов, которое перешло в ведение акционерного общества "Michails Kuzņecovs". Его учредителями стали граждане Латвии Михаил Матвеевич Кузнецов, его жена Вера Николаевна Кузнецова, Ян Янович Шварцберг, Йоханна Петровна Шварцберг и подданный России Фёдор Васильевич Рыбаков. Однако это предприятие просуществовало недолго и вскоре разорилось.
После установления в Латвии Советской власти в 1940 г. предприятие Кузнецовых было национализировано и там, по закону Латвийской ССР «О национализации банков и крупных предприятий». В конце 1940 года директором фабрики назначили Г. Г. Круглова (1905-1984), бывшего кузнецовского химика. Предприятие стало подчиняться тресту силикатной промышленности Наркомата местной промышленности Латвийской ССР, созданного Постановлением Совета народных комиссаров Латвийской ССР 15 октября 1940 года.

## Потомки М. С. Кузнецова: разные судьбы
После Октябрьской революции Кузнецовы были вынуждены уехать в Ригу, так как их дальнейшее пребывание в Москве было небезопасным: в 1920 году был осужден ВЧК на 15 лет Николай Николаевич, внук Матвея Сидоровича. Под волну репрессий попали также Георгий Матвеевич с племянником Николаем Александровичем. Они были арестованы как «латвийские шпионы» за переписку с родственниками и сосланы в Сибирь. К Николаю Александровичу в ссылку в Тобольск приехала супруга Софья. В 1925 году они, как и Георгий Матвеевич, получили разрешение вернуться в Москву, а оттуда выехать в Ригу, где обосновались остальные члены семьи Кузнецовых.
В числе учредителей латвийского «Товарищества М. С. Кузнецова» были: Николай Матвеевич — главный директор, Георгий Матвеевич — коммерческий директор, Сергей Матвеевич — заведующий цехом, Михаил Матвеевич — директор фабрики шамотных изделий.
Старший сын М. С. Кузнецова Александр Матвеевич заведовал гончарным заводом, его дочь Елена (Люся) работала в живописном цехе, а её родной брат Ника (Николай Александрович), по приезде из России в 1925 году, заведовал отделением большого рижского фирменного магазина.
В 1941 году коммерческий директор «Товарищества М. С. Кузнецова» Георгий Матвеевич Кузнецов вместе с племянником Николаем Александровичем и дядей Николаем были высланы из Латвии и попали в лагерь Соликамска. Жена Г. М. Кузнецова Мария Ивановна 13 лет прожила на спецпоселении в Томской области и умерла в ссылке в 1954 году, детей у неё не было.
Семья Н. А. Кузнецова была сослана в Нарым Томской области. В июле 1943 года Николаю Александровичу разрешили поселиться там же с семьёй: женой Софьей Александровной и детьми Мариной и Кириллом. Однако здоровье Н. А. Кузнецова было подорвано лагерем, и 1 декабря 1943 года он скончался от паралича сердца и резкого истощения. Софье Александровне с дочерью Мариной и внуком Вадимом разрешили вернуться в Ригу только в начале 1960-х годов. Её сын Кирилл остался в Москве.
В Великую Отечественную войну во время немецкой оккупации оставшиеся в Риге Кузнецовы уехали из Прибалтики на Запад, в Риге осталась только Наталья Тримайлова — падчерица Н. А. Кузнецова, дочь его жены Софьи Александровны от первого брака..
Единственная оставшаяся в живых правнучка Матвея Кузнецова, Татьяна Матвеевна по сей день живёт в Риге. Её родители были кузенами: отец Матвей владел всеми секретами рецептов фарфора и глазурей и работал на фабрике в Риге главным химиком, однако с женой Еленой он развелся, та вышла замуж за работника фабрики Петра Долгова. Её имя было указано среди членов семьи, выкупивших в апреле 1940 года земельный участок на ул. Латгалес, 261/263 в Риге, вместе с Сергеем, Георгием, Николаем, Матвеем, Георгом, Николаем (1900 года рождения) Кузнецовыми,  Марией Турковой (в девичестве Соколовой), Елизаветой Кузнецовой (родилась в марте 1925 года).
Матвей Кузнецов и Петр Долгов были арестованы 23 июня 1941 года, получили обвинение в диверсии, а 27 июня расстреляны во дворе Центральной тюрьмы. Елене Долговой с дочкой Татьяной удалось избежать репрессий. Обе ещё несколько лет работали на фабрике рисовальщицами. Елена умерла в 1979 году.

## Заводы
- Рижская фарфоро-фаянсовая фабрика (основана в 1841 году; производство фаянсовой и фарфоровой посуды).
- Дулёвский фарфоровый завод (основан в 1832 году после переноса фарфорового производства из Гжели; перешёл к М. С. Кузнецову от отца).
- Фарфоровый завод Ауэрбаха, позже Тверская фабрика (ныне Конаковский фаянсовый завод, основан в 1829 году после переноса из деревни Домкино предприятия 1809 года; куплен М. С. Кузнецовым в 1870 году; фарфор, майолика, полуфаянс, строительный материал, терракота).
- Будянский фаянсовый завод (основан в 1887 году, производство фаянсовой и фарфоровой посуды).
- Фарфоровый завод Ф. Я. Гарднера (основан в 1766 году, куплен Кузнецовым в 1891 году, производство фарфора; ныне Фарфор Вербилок).
- Фарфоровая фабрика в Славянске (основана в 1892 году, производство фаянса).
- Фабрика в деревне Песочной (куплена в 1894 году, позднее Первомайский фарфоровый завод; в настоящее время не действует).
- Фабрика в селе Песочное (куплена в 1898 году, хрусталь).

## Продукция
На фабриках «Товарищества» изготавливалась фарфоровая, фаянсовая, опаковая и полуфаянсовая посуда (столовая и чайная); майоликовые и терракотовые украшения для внутренней отделки, а также фасадов домов и церквей; майоликовые изразцы и детали для печей и каминов; терракотовые фигуры и вазы. Кроме этого, заводы Кузнецова выпускали фарфоровые телеграфные и телефонные изоляторы, предметы для электропроводки; фаянсовые сантехнические предметы (чашки, умывальные доски и ванны).
Фарфоровый завод Гарднера специализировался на чайных и столовых сервизах. Делались лампады, свечи, люстры и чаши; декоративные предметы к крупным юбилеям, включая посуду к 100-летию Бородинской битвы в 1912 году с изображением эпизодов Отечественной войны 1812 года и к 300-летию Дома Романовых в 1913 году с изображением русских барышень, барынь и бояр в одеждах XVI—XVII веков. Был налажен массовый выпуск небольших фигурок животных.
Дулёвский фарфоровый завод занимался массовым производством изделий из фарфора, которые успешно конкурировали на рынках многих азиатских стран с западноевропейским фарфором. Выпускались вазы, блюда, сервизы с декоративной росписью крупными цветовыми пятнами обычно красного, синего, зелёного цветов, а также декоративные скульптурные композиции, статуэтки и церковная утварь.
Тверская фабрика изготавливала фарфоровые чайные и кофейные сервизы и штучную посуду: блюдца, кукольные, чайные приборы, сахарницы, сливочницы, стаканы, чашки, чайники. Из фаянса делались блюда, икорницы, кружки, салатники, сухарницы, тарелки, фруктовницы, чашки. Из майолики делали скульптуру, пепельницы, кувшины, вазы, кружки, корзины для фруктов, цветочные горшки, сливочницы, зеркала, табуреты, бочонки, подсвечники, чернильницы, курительные приборы. Кроме этого, здесь производились камины, печи, киоты и иконостасы.

### Ориентация на потребителя
Заводы выпускали ассортимент, позволявший войти в каждый дом: крестьянам предназначался товар дешевый, не очень броский, горожане скупали сервизы средней цены, но по росписи похожие на дорогие «дворянские». Нуворишам предложили посуду, покрытую изнутри сплошь золотом — «золотое нутро», или наполовину — «полунутро». Выпускалась посуда «трактирная», для ресторанов.
Только в «Прейскуранте готового товара фаянса конторы Будянской фабрики товарищества М. С. Кузнецова. 1903 год» указаны 73 позиции, среди них: тарелки — 119 сортов, горшки — 72 сорта, кувшины — 129 сортов. В прейскуранте присутствуют сведения даже о кукольных столовых и чайных сервизах.
.

## Стиль
При основании «Товарищества» перед Кузнецовым стояла нетривиальная задача: поднять рентабельность фарфорового производства, чтобы обеспечить конкурентоспособность своей продукции по отношению к высококачественному и недорогому европейскому фарфору, и одновременно не потерять старых клиентов купленных Кузнецовым заводов. Поэтому Кузнецов сохранил все прежние торговые марки и старался поддерживать преемственность во внешнем виде изделий, одновременно внедряя в производственный процесс различные технические усовершенствования. Ассортимент тщательно подбирался в зависимости от нужд потребителей, на что Кузнецов обращал особое внимание.
Кузнецовский фарфор выпускался в безупречном техническом исполнении и с изысканным декором. К концу XIX века производство стало массовым, изображения стали делать штампами, трафаретами, отводкой и декалькоманией. Для украшения использовались сюжеты из росписей фарфора первой половины XIX века: романтические пейзажи, жанровые сцены, букеты цветов в обрамлении штампованного рисунка золотом или другой краской. Широко использовались модные в те годы тона: голубой, розовый, сиреневый и жёлтый. Кроме этого, использовался появившийся стиль модерн с изображениями нимф, наяд и русалок. Типичная посуда массового фарфора декорировалась плоской росписью с несложными растительными мотивами: розы, ромашки с непременным добавлением усиков и веточек (т. н. «рокачек»).
Значительная часть в продукции «Товарищества М. С. Кузнецова», собирательно именовавшаяся «восточный товар», ориентировалась на азиатские страны, такие как Персия, Монголия, страны Средней Азии. Это были пиалы, блюда для плова, кальяны. В этой продукции соблюдались три основных мотива: «китайская печать» (крытье узоров, выполняемое красным, жёлтым и зелёными цветами), «кашгарская печать» (сплошной печатный декор, наносимый на изделие на цветной фон, и ручная роспись) и «китайцы» (сюжетные картинки с изображениями китайцев).
Скульптуры делалась в основном из расписанного бисквита и представляли собой жанровые сцены. Фигурки отличались скрупулёзной проработкой всех деталей.
В целом к концу XIX века характерной особенностью кузнецовского фарфора стала стилевая эклектичность, перегруженность декоративными элементами, резкие цветовые сочетания, яркость, даже пестрота оформления. Особенно это заметно в продукции гарднеровской фабрики, где новая манера росписи применялась в сочетании с сохранившимися с былых времён формами. Для создания впечатления богатства и роскоши мастера нередко прибегали к сочетаниям резко различающихся стилей, манер, приёмов и элементов оформления. Например, использовались традиционные для начала XIX века мотивы, но при этом роспись делалась в современной (для времени изготовления) цветовой гамме. Нельзя сказать, чтобы это было следствием каких-то личных предпочтений владельцев заводов или мастеров, напротив, велась серьёзная работа по исследованию спроса, так что в определённой степени стилевые особенности кузнецовского фарфора отражают гамму вкусов и потребностей российского потребителя фарфора на рубеже XIX—XX веков.

## Кузнецовский фарфор в истории российского декоративно-прикладного искусства
Отношение исследователей русского прикладного искусства к кузнецовскому фарфору менялось с течением времени. Изначально изделия «империи Кузнецова» не привлекали внимания исследователей просто в силу своей массовости и повсеместной распространённости. Сыграли свою роль и художественные особенности кузнецовского фарфора. Вышеупомянутая эклектичность, пестрота и яркость декора породили неодобрительную характеристику «кузнецовщина», применявшуюся как синоним «купеческого вкуса», пошлости, падкости на яркое, но безвкусное оформление.
Исторические и модерновые мотивы в прикладном искусстве конца XIX — начала XX века изначально вообще рассматривались не как самостоятельное направление, а как ремесленничество, подражание образцам прошлого. Долгое время в исследованиях искусствоведов история русского фарфора рассматривалась до 1860—1870 года, причём особый интерес вызывали действительно любопытные в художественном отношении, но мелкие и бесприбыльные фабрики, чьё существование закончилось банкротством. Помимо прочего, в СССР изучать крупное, прибыльное дело Кузнецовых считалось «не совсем удобным», так как могло быть воспринято как восхваление капиталистического способа хозяйствования.
Лишь с 1970-х годов возник интерес к прикладному искусству времён историзма и модерна; тогда и появились первые публикации о кузнецовском фарфоре, как об одной из характерных черт этого периода. Были начаты исследования сохранившихся коллекций, в том числе — коллекций самих фабрик, входивших в «Товарищество Кузнецова».

## Награды

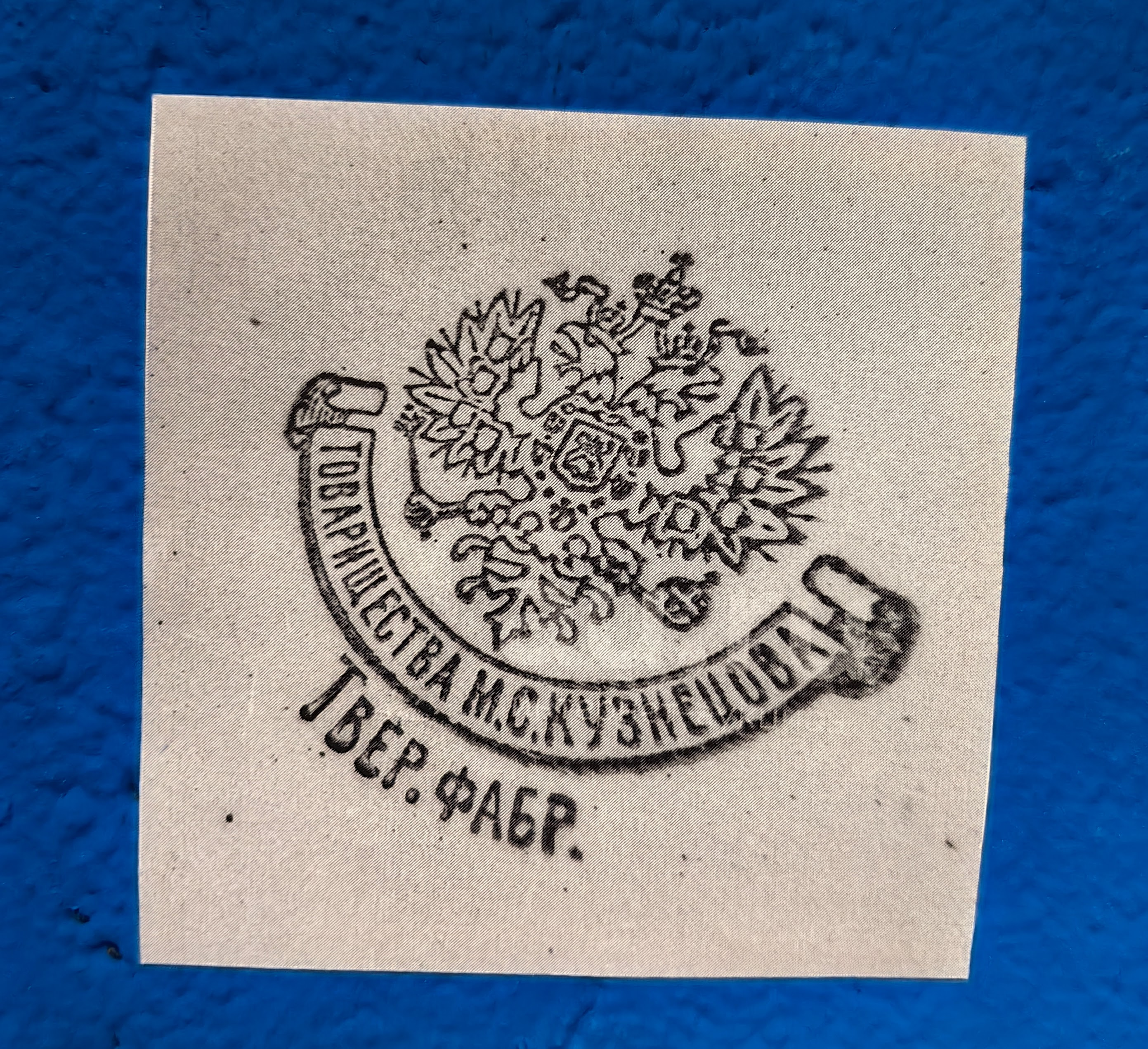
Клеймо Тверской фабрики на изразце

На всероссийских промышленных выставках в Москве (1872) и Нижнем Новгороде (1896) за высокое качество изделий фирма была удостоена права изображения государственного герба, на международных выставках в Париже (1889, 1890) награждена золотыми медалями, на международных выставках в Реймсе (1903) и Льеже (1905) — Гран при.

## В литературе
«В Кузнецовской пёстрой чашке

С золочёными краями,

Видно сахару не жалко —

Чай и сладок, и горяч».
Георгий Иванов